# El Aricha
El Aricha (em árabe: العريشة) é uma cidade e comuna localizada na província de Tremecém, no noroeste da Argélia. Em 2008, sua população era de 6 673 habitantes.